# زبرويوفكا برنو
نادي زبرويوفكا برنو لكرة القدم (بالتشيكية:FC Zbrojovka Brno) نادي كرة قدم تشيكي يلعب في دوري الدرجة الممتازة . تم تأسيس النادي في سنة 1913 .